# Tatocnemis mellisi
Tatocnemis mellisi är en trollsländeart som beskrevs av Schmidt 1951. Tatocnemis mellisi ingår i släktet Tatocnemis och familjen Megapodagrionidae. Inga underarter finns listade i Catalogue of Life.